# Kościół św. Apostołów Piotra i Pawła w Siedliskach
Kościół św. Apostołów Piotra i Pawła w Siedliskach – rzymskokatolicki kościół parafialny znajdujący się w miejscowości Siedliska w powiecie gorlickim województwa małopolskiego.

## Historia
Początkowo mieszkańcy wsi korzystali z kościoła pw. Św. Mikołaja, który został zbudowany na przełomie XIV i XV wieku.
13 maja 1983 roku rozpoczęła się budowa nowego kościoła parafialnego. 22 czerwca 1983 papież Jan Paweł II w Krakowie poświęcił kamień węgielny pod budowę świątyni. Kamień węgielny 16 października 1983 wmurował biskup Jerzy Ablewicz. 29 czerwca 1987 biskup Ablewicz poświęcił nowy kościół.
Architektem kościoła jest inż. Zenon Trzupek. Wnętrze świątyni, ołtarz, ambona, chrzcielnica, witraże i oświetlenie zostały zaprojektowane przez Macieja Kauczyńskiego. Witraże pochodzą z Pracowni Witraży Krzysztofa Paczka i Andrzeja Cwilewicza z Krakowa i powstawały w latach 1997−2015. 
Rzeźby i stacje Drogi Krzyżowej zostały wykonane przez Mariana Bartoszka i Roberta Motykę. W kościele znajduje się też tryptyk, przedstawiający św. Wojciecha, św. Agatę i św. Łucję. Na wieży kościoła znajduje się sygnaturka i trzy dzwony: „Piotr" (ufundowany przez mieszkańców Siedlisk), „Paweł" (ufundowany przez mieszkańców Biesnej) i „Jan Paweł II" (ufundowany przez mieszkańców Sędziszowej).